# Scandisk
ScanDisk är ett program som ingår i MS-DOS och Windows som bland annat används för att korrigera fel i filsystemet. ScanDisk introducerades i MS-DOS 6.0 och ersatte det tidigare programmet CHKDSK. 
I Windows NT, 2000 och XP finns inte Scandisk lika lätt tillgängligt, men däremot CHKDSK. CHKDSK i Windows NT är dock inte samma program som det i MS-DOS och till skillnad från CHKDSK i MS-DOS kan NT:s CHKDSK göra en ytkontroll.